# Pont Aeri
Pont Aeri (en castellano Puente Aéreo) fue una discoteca de música electrónica, fundada en diciembre de 1991. Dentro de su repertorio musical, ha predominado la variante del dance conocida como «mákina» y la conocida como hardcore. La discoteca estuvo ubicada por última vez entre Vallgorguina y San Celoni, la más importante hasta la fecha, con una capacidad de unas 2.700 personas. Ha contado con salas en Traiguera, Manresa y Tarrasa. Todas ellas fueron realizadas por el arquitecto e interiorista Abel Muñoz. Ha contado con varios DJ reconocidos, destacando a sus residentes de los últimos años previos al cierre de la sala Dj Skudero, Xavi Metralla, DJ Sonic y DJ Sisu. La sala se caracterizaba por sus grandes festivales con carteles de DJs internacionales como Angerfist, Paul Elstak, Art of Fighters, The Stunned Guys, Miss K8, DJ Korsakoff, entre otros. 
El sello estuvo activo entre 1992 y 2007, y las discotecas de 1992 a 2012, con dos reencuentros en 2016 y 2017. Durante su existencia, Pont Aeri tuvo su sede en Vallgorguina, en la provincia de Barcelona.